# 奧卡利亞馬區
11°33′56″S 77°10′26″W / 11.56556°S 77.17389°W
奧卡利亞馬區（西班牙語：Distrito de Aucallama），是秘魯的一個區，位於該國中南部利馬大區的瓦拉爾省，面積716.8平方公里，海拔高度145米，2005年人口15,846，人口密度每平方公里22人。